# Остерман-Толстой, Александр Иванович
Граф Алекса́ндр Ива́нович Остерма́н-Толсто́й (30 января  1770 или 1772 — 11 февраля 1857, Женева) — российский военачальник, генерал от инфантерии (1817), герой Отечественной войны 1812 года.

## Биография
Александр Иванович Толстой родился в семье генерала Ивана Матвеевича Толстого (1746—1808), мать которого была дочерью графа А. И. Остермана — дипломата, сподвижника Петра Великого. Дед по отцовской линии — генерал-аншеф М. А. Толстой, по материнской линии — генерал-поручик И. А. Бибиков. Екатерина II дозволила молодому Толстому как внучатому племяннику в 1796 году принять титул, фамилию и герб рода графов Остерманов от его бездетных двоюродных дедов — Фёдора и Ивана Остерманов.
А. И. Толстого по обычаям того времени с самого раннего возраста записали на военную службу в лейб-гвардии Преображенский полк. К 14-летнему возрасту он за выслугой лет числился прапорщиком, в этом звании в том же году явился в полк и начал службу. Боевой путь начал в 1788 году в русско-турецкой войне, волонтёром состоял в армии князя Потёмкина. Участвовал в 1790 году под командованием Суворова в штурме Измаила, награждён за отличие орденом Св. Георгия 4-го кл. За отличия получил на войне два чина — подпоручика и поручика. С 1793 года служил во 2-м батальоне Бугского егерского корпуса, сформированном М. И. Кутузовым — мужем его тётки Екатерины Ильиничны Бибиковой. В 1796 году уже стал полковником. В 1797 году переведён в Ряжский мушкетёрский полк.
В феврале 1798 года Остерман-Толстой, принявший в 1796 году графский титул и фамилию Остерман, был произведён в генерал-майоры в возрасте 28 лет и назначен шефом Шлиссельбургского мушкетёрского полка. Павел I недолюбливал приближённых Потёмкина. Уже через два месяца Остерман-Толстой принуждён был оставить военную службу и перейти на гражданскую с чином действительного статского советника.
Вернулся в армию после смерти Павла I. С началом войн против Наполеона в 1805 году — в гуще боевых действий, участвовал в битве при Аустерлице. В 1806 году произведён в генерал-лейтенанты. Участвовал в битве при Пултуске 14 (26) декабря 1806 года.
27 января (8 февраля) 1807 года участвовал в сражении при Прейсиш-Эйлау. Командуя 2-й дивизией и всем левым флангом русской армии, он сумел сдержать удар на его позиции корпуса Даву и стал, по сути, спасителем всей армии. Весной того же года на территории Пруссии развернулись военные действия против корпуса маршала Нея, который стремился отрезать русских от Кёнигсберга. 24 мая авангард Багратиона, куда входила дивизия Остермана-Толстого, принял удар превосходящего в числе неприятеля. В этом бою Остерман был ранен в ногу пулей навылет. На этой войне его наградами стали орден Св. Георгия 3-й степени и золотая шпага с алмазами. По излечении назначен командиром лейб-гвардии Преображенского полка и начальником 1-й пехотной дивизии. В октябре 1810 года Остерман, измученный раной, добился отставки с правом ношения мундира, но сразу же вернулся в строй с началом Отечественной войны 1812 года.
Во время войны он с июля 1812 года командовал 4-м пехотным корпусом в 1-й Западной армии Барклая-де-Толли, отличился под Островно и при Бородино. В Бородинском сражении Остерман-Толстой участвовал в боях на батарее Раевского, был контужен, но через несколько дней вернулся в строй.

«…Примером своим ободрял подчиненные ему войска так, что ни жестокий перекрестный огонь неприятельской артиллерии, ни нападения неприятельской конницы не могли их поколебать, и удержали место своё до окончания сражения»—  М. Б. Барклай-де-Толли. Из рапорта с представлением списка генералов, отличившихся при Бородино 

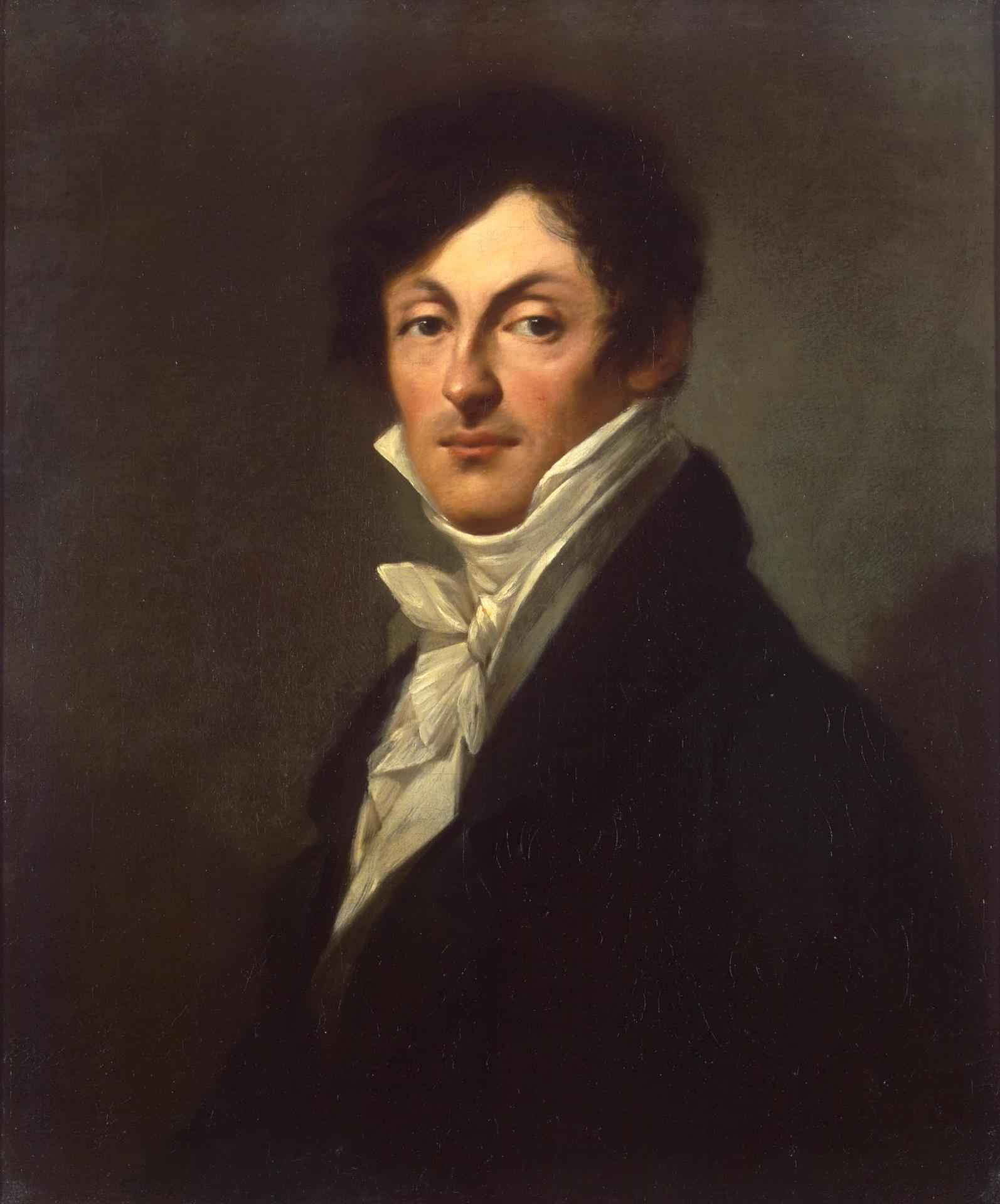
Прюдон, Пьер Поль. Портрет графа А. И. Остермана-Толстого. Между 1807 и 1812 гг. Х., м. 67,0х56,0. Государственный Эрмитаж

Граф знаменит словами, сказанными им в бою под Островно:

"Яростно гремела неприятельская артиллерия и вырывала целые ряды храбрых полков русских. Трудно было перевозить наши пушки, заряды расстрелялись, они смолкли. Спрашивают графа: «Что делать?» «Ничего, — отвечает он, — стоять и умирать!».— С. Н. Глинка
Младший из братьев Глинки так характеризовал личность графа:

«Это был мужчина сухощавый, с темными, несколько кудреватыми волосами, с орлиным носом, с темно-голубыми глазами, в которых мелькала задумчивость, чаще рассеянность. Осанка и приёмы обличали в нём человека высшей аристократии, но в одежде был он небрежен, лошадь имел простую. Он носил в сражении очки, в руке держал нагайку; бурка или шинель свешивалась с плеча его. Отвага не раз увлекала его за пределы всякого благоразумия. Часто, видя отстающего солдата, он замахивался нагайкою, солдат на него оглядывался, и что ж?.. Оказывалось, что он понукал вперед французского стрелка! Обманутый зрением, привычною рассеянностью, а ещё более врожденною запальчивостью, он миновал своих и заезжал в линию стрелков французских, хозяйничая у неприятеля, как дома».— Ф. Н. Глинка
В кампанию 1813 года Остерман-Толстой прославил своё имя 17 августа во главе 1-й Гвардейской пехотной дивизии (полки лейб-гвардии Преображенский, Семёновский, Измайловский, Егерский) в блестящем бою под Кульмом, где получил тяжёлое осколочное ранение левой руки. Руку пришлось ампутировать почти по плечо прямо на поле боя, хирургическим столом служил барабан. Граф мужественно, без единого стона выдержал мучительную процедуру. На соболезнования он ответил «Быть раненому за Отечество весьма приятно, а что касается левой руки, то у меня остается правая, которая мне нужна для крестного знамения, знака веры в Бога, на коего полагаю всю мою надежду». В своём дневнике адъютант Остермана-Толстого Иван Лажечников записал вскоре после сражения:

 «Гордись Россия! Дух сынов твоих победил величие Греции и Рима. Ты не имеешь более нужды, в пример питомцам твоим, указывать на родину Леонидов и Сципионов: ты перенесла её с сими Героями на священную твою землю. Потомство твое, при новых непомерных подвигах мужества, не будет более говорить: они сражались и умирали, как спартанцы при Фермопилах. Нет! Сыны и внуки наши скажут тогда: они сражались и побеждали, как русские под Кульмом». — И. И. Лажечников 

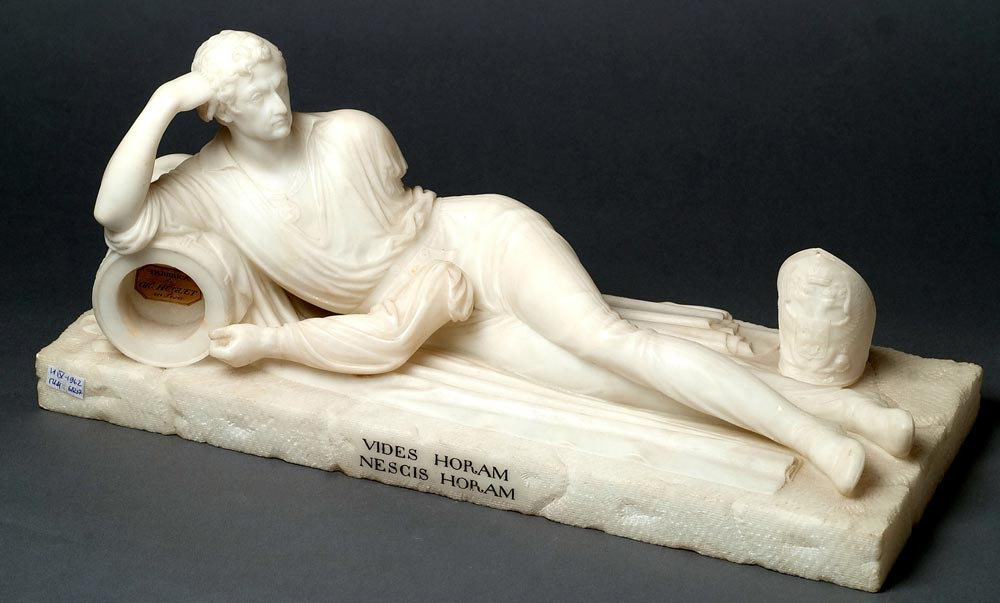
Гальберг, Самуил Иванович.
Граф А. И. Остерман-Толстой. Модель надгробия. 1820-е гг. Мрамор белый, вырубка. 44,0х18,0х19,5. Государственный исторический музей

Победа при Кульме закрыла наполеоновским войскам путь в Богемию, народ Чехии преподнёс герою сражения подарок. В Государственном историческом музее хранится кубок, поднесённый «храброму Остерману от чешских женщин в память о Кульме 17 августа 1813 года», и сюртук, в котором был Остерман-Толстой в момент ранения.
Остерман вернулся в Петербург в начале 1814 года и сразу же был назначен генерал-адъютантом Александра I. В этом качестве находился до самой смерти императора. В 1815 году назначен шефом своей любимой части — лейб-гвардии Павловского полка, оставаясь в этой должности до 1825 года, много сделав для обустройства и быта павловцев. В 1816 году назначен командиром Гренадерского корпуса. В августе 1817 года получает чин генерала от инфантерии, но его здоровье после тяжёлых ран было настолько подорвано, что он в том же году освобождается от командования корпусом и увольняется в бессрочный отпуск, хотя продолжает числиться на военной службе.
В начале 1820-х годов Остерман-Толстой жил в Петербурге в своём доме на Английской набережной. Во время подавления восстания декабристов в 1825 году некоторые восставшие офицеры (Д. Завалишин, Н. Бестужев и В. Кюхельбекер) укрылись в доме Остермана-Толстого на Английской набережной. В числе декабристов оказались родственники Остермана; он хлопотал за смягчение наказания для них, но безуспешно.
После вступления на престол Николая I Остерман-Толстой уехал в Италию, не поладив с новым императором. В 1828 году Остерман предлагал ему свои услуги на время турецкой кампании, но приглашения не последовало.
В 1831 году Остерман-Толстой вместе с Якобом Фальмерайером отправился в трехлетнее путешествие по Востоку и в качестве военного консультанта правителя Египта Ибрагима-паши участвовал в войне против войск турецкого султана.
С 1837 года Остерман поселился в Женеве. Его кабинет украшали портреты Александра I и боевых товарищей. Они служили ему живым напоминанием славного прошлого.

«Память его, можно сказать, остановилась на исторической странице, которою замыкается царствование императора Александра Павловича, далее не шла она, как остановившиеся часы. Новейшие русские события не возбуждали внимания его. Он о них и не говорил и не расспрашивал».— П. А. Вяземский
Со смертью А. И. Остермана-Толстого в отсутствие его законных детей вновь мог прерваться род Остерманов. Знаменитую фамилию должен был принять племянник графа, осуждённый декабрист Валериан Михайлович Голицын, но он и его дети были восстановлены в правах только в 1856 году.
30 января (11 февраля) 1857 год Остерман-Толстой умер от паралича в лёгких, в Женеве в возрасте 86 лет. В мае того же года его тело отправлено в родовое имение, село Красное Рязанской губернии Сапожковского уезда и там перезахоронено в Троицкой церкви. В 1863 году право наследования фамилии, титула и майората Остерманов «по высочайшему утверждению» получил сын В. М. Голицына — Мстислав, который стал именоваться «князь Голицын граф Остерман».

## Личная жизнь

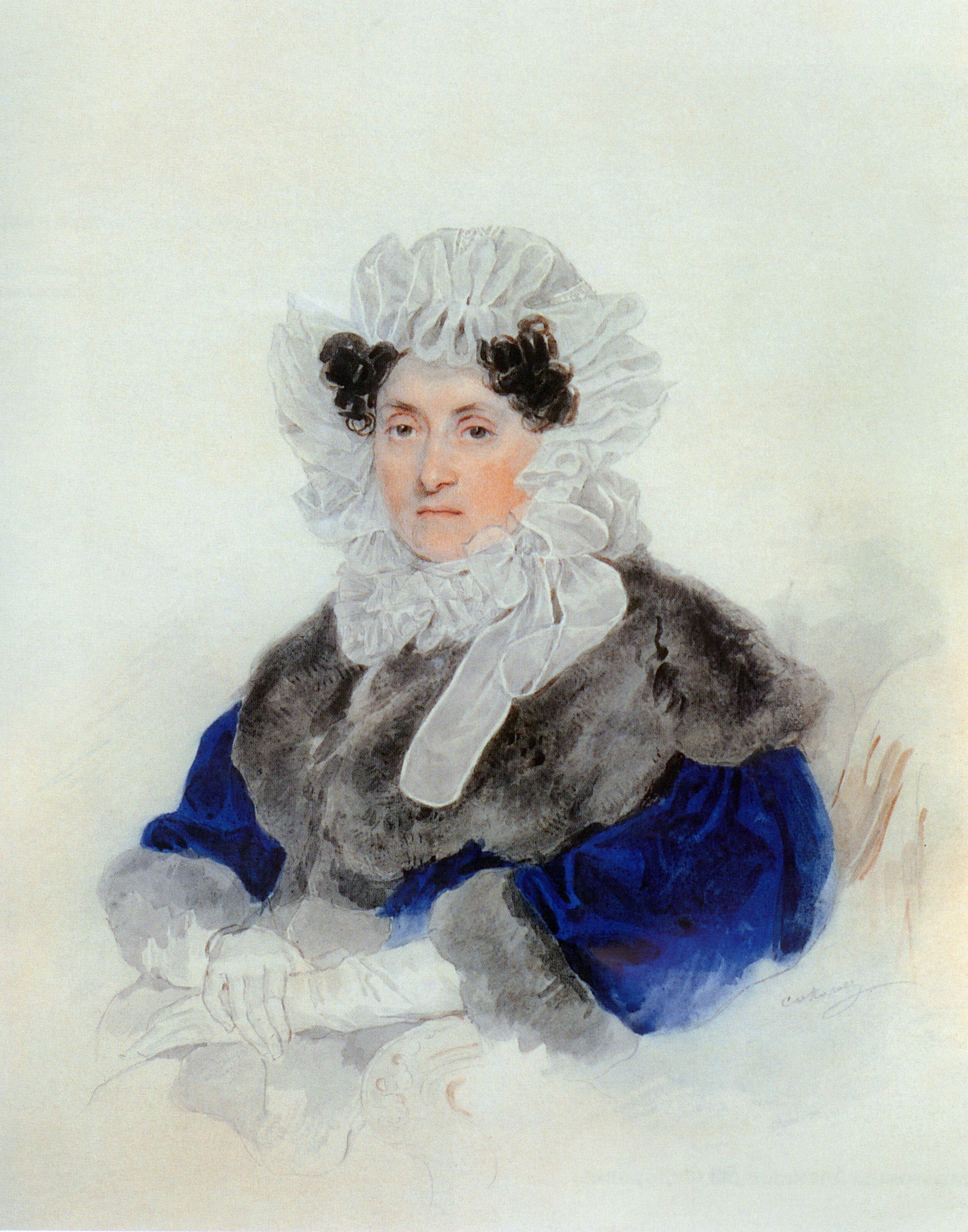
Графиня Е. A. Остерман-Толстая, жена

Был женат с октября 1799 года на фрейлине княжне Елизавете Алексеевне Голицыной (1779—24.04.1835), одной из богатейших невест России, дочери генерал‑майора князя Алексея Борисовича Голицына, младшей сестре графини Марии Алексеевны Толстой, жены П. А. Толстого. По словам графа Ф. П. Толстого, графиня Остерман-Толстая в «молодости была миниатюрное, довольно интересное, от природы неглупое и доброе существо, но со всеми причудами и странностями наших знатных и богатых барышень высшего круга того времени». Будучи женщиной «болезненного телосложения», часто хворала и проводила много времени за границей, с 1818 года жила в имении Ильинском под Москвой. Её семейная жизнь не сложилась, детей не было. Графиня своей «ревностью не давала покоя мужу», что было небезосновательно. По словам князя Вяземского, графиня однажды приехала в Париж искать облегчения у врачей. Муж был тогда в Италии, но по непредвиденным сердечным обстоятельствам вынужден был тоже приехать в Париж; он скрывался тут под чужим именем и из своей потаённой засады продолжал переписываться с женой из Италии. Графиня Остерман имела большое влияние в обществе, её «любили весьма многие, уважали все и вместе с тем боялись, высоко ценя её мнение». Умерла в 1835 году от водяной болезни в Штутгарте, похоронена в Москве в Донском монастыре.
В 1822 году Остерман-Толстой поселил у себя своего дальнего родственника, известного русского поэта Фёдора Тютчева, семья которого давно дружила с Остерманами. Поговаривали, что именно Тютчев познакомил Остермана-Толстого с молодой вдовой итальянкой графиней Марией Лепри, которая родила графу троих детей, носивших фамилию Остерфельд: Николаса Остерфельда (1823—1849), Катерину (в замужестве Ошандо) (1825—1844) и Агриппину (в замужестве де Бюде) (1827—1887). По воспоминаниям И. И. Лажечникова, Остерман выдал её с богатым приданым за соотечественника, но детей оставил себе, дал им хорошее воспитание и обеспечил.
Остерман-Толстой последние годы жил в доме дочери Агриппины и её мужа Шарля де Бюде, в женевском пригороде Пти-Саконне (фр. Le Petit-Saconnex). Граф в конце жизни находился практически на иждивении зятя. Состояние его постепенно сошло на нет. Никаких средств из России Остерман-Толстой не получал, несмотря на то, что законные наследники князья Голицыны полностью распоряжались доходами от его имений. В результате Александр Иванович не оставил никакого завещания, потому что кроме долгов ничего не имел. Его похоронили на кладбище пригорода Женевы Сакконе.

«В нем скрывался такой богатый запас благожелательности, прямоты, остроты мысли, признательности даже за самые незначительные услуги, оказываемые ему, и в то же время такая скромная и умеренная оценка собственной значимости, что есть все основания причислить усопшего к любезнейшим представителям аристократии русского народа».— Jakob Philipp Fallmerayer
В память о том, что знаменитый герой Отечественной войны 1812 года когда-то покоился в женевской земле, 16 февраля 2006 года по инициативе российских дипломатов на кладбище Пти-Саконне в Женеве была открыта мемориальная доска . В 2011 году, к 250-летию Троицкой церкви села Красного  Сапожковского района Рязанской области, перед входом в храм прикрепили доску, где перечислены представители российской ветви Остерманов, захороненные в усыпальнице, включая Остермана-Толстого.
В Швейцарии, Франции, Англии и других странах до сих пор живут потомки полководца . Они чтут память своего знаменитого предка, берегут его личные вещи, документы, боевые награды 

## Награды
- Орден Святого апостола Андрея Первозванного (1835);
- Орден Святого Георгия 2-го кл. (19.08.1813, № 52) — «За поражение французов в сражении при Кульме 17 и 18 августа 1813 года»;
- Орден Святого Георгия 3-го кл. (08.01.1807, № 137) — «В воздаяние отличнаго мужества и храбрости, оказанных в сражении 14 декабря при Пултуске против французских войск, где, командуя левым флангом корпуса, благоразумными распоряжениями подкрепил отряд генерал-майора Багговута, на который неприятель имел сильное нападение»;
- Орден Святого Георгия 4-го кл. (25.03.1791, № 827 (440)) — «За отличную храбрость, оказанную при штурме крепости Измаила, с истреблением бывшей там армии»;
- Орден Святого Владимира 1-й ст. (1813);
- Орден Святого Владимира 2-й ст. (07.03.1807);
- Орден Святого Александра Невского (1812);
- Алмазные знаки к Ордену Святого Александра Невского (1813);
- Орден Святой Анны 1-й ст. (1807);
- Золотая шпага «За храбрость» с алмазами (1807);
- Прусский Орден Чёрного орла (1807);
- Прусский Орден Красного орла (1807);
- Прусский Кульмский крест (1813);
- Австрийский Военный орден Марии Терезии, командорский крест (1813);

## Память

### В нумизматике
- Центральным банком Российской Федерации 1 августа 2012 года была выпущена монета (2 рубля, сталь с никелевым гальваническим покрытием) из серии «Полководцы и герои Отечественной войны 1812 года» с изображением на реверсе портрета генерала от инфантерии А. И. Остермана-Толстого[30][31].